# جوزاف عون
جوزاف خليل عون (10 كانون ثاني 1964) رئيس الجمهورية اللبنانية الرابع عشر منذ 9 كانون الثاني/يناير 2025 بعد جولتين متتاليتين لمحاولة انتخابه رئيسًا لجمهورية لبنان، كان قائد الجيش اللبناني منذ 8 آذار (مارس) 2017 خلفاً للعماد جان قهوجي، وهو القائد الرابع عشر للجيش اللبناني، ويتقن بالإضافة للعربية الإنجليزية والفرنسية. بدأ سيرته في الجيش اللبناني سنة 1983، وترقى بشكلٍ مطّرد حتى نال رتبة عميد ركن سنة 2013، وفي 2017، رُقّيَ إلى رتبة عماد، وعين قائدًا للجيش اللبناني. انتخب رئيسا للجمهورية في 9 كانون الثاني/يناير 2025، وحصل على 99 صوتًا من أصوات المجلس النيابي، وذلك بعد سنتين من خلو المنصب بانتهاء ولاية الرئيس السابق ميشال عون.

## المولد والنشأة
ولد جوزاف خليل عون (اسم الولادة) في يوم 10 كانون الثاني (يناير) 1964، ببلدة سن الفيل في قضاء المتن، وهو في الأصل من بلدة العيشية الجنوبية. أكمل عون دراسته الثانوية في مدرسة الفرير مون لاسال، وحصل على الإجازة في العلوم السياسية، وإجازة في العلوم العسكرية، وهو يتقن إلى جانب العربية كُلاً من الفرنسية والإنجليزية.

## السيرة العسكرية
بدأ عون حياته العسكرية متطوعًا عام 1983، ومنذ عام 1984 شارك في عدة دورات عسكرية من بينها دورة الضباط عام 1986، ودورة الغطس عام 1987، ودورة الضابط العسكري عام 1996، وذلك إلى جانب دورة قائد كتيبة عام 2002، ودورة في عمل الأركان عام 2012. وفي العام 2013 شارك في ورشة عمل حول المخابرات ومكافحة الإرهاب.
وشارك في عدة دورات بالخارج أبرزها داخل الولايات المتحدة الأميركية، حيث شارك في دورتي مشاة عامي 1988 و1995، ثم دورة البرنامج الدولي لمواجهة الإرهاب خلال الفترة ما بين 18 يوليو 2008 و15 يونيو 2009، كما شارك عون في دورة الصاعقة بسوريا عام 1996، ودورة قائد كتيبة في سوريا ما بين 1 أكتوبر 2002 و 3 أبريل 2003.
وتصاعد نجمه في السلم العسكري اللبناني، فرقي إلى رتبة ملازم عام 1985، ثم ملازم أول عام 1988، وفي 1993 رقي إلى رتبة نقيب، ثم إلى رتبة رائد عام 1998، ورقي إلى رتبة مقدم عام 2003. وسرعان ما رقي إلى رتبة عقيد ركن عام 2007، وبعدها في 2013 إلى رتبة عميد ركن.
في الثامن من مارس/آذار 2017 عينه مجلس الوزراء قائدا للجيش بعد ترقيته إلى رتبة عماد. وفي أول جلسة لحكومة نواف سلام ترأسها عون في 6 مارس 2025، جرى الاتفاق على أن الضابط رودولف هيكل سيحل محل جوزاف عون في منصب قائد الجيش.

## رئاسة الجمهورية

### خطاب القسم
بعد انتخاب جوزاف عون رئيسًا للجمهورية، ألقى خطابًا أمام مجلس النواب اللبناني، وعبّر عن مواقفه بشأن العديد من القضايا المهمة للبنان، كما أشار إلى عدة التزامات للمستقبل، من بينها:
- استقلالية القضاء، تطوير عمل النيابات العامة وإجراء التشكيلات القضائية على أساس معايير النزاهة والكفاءة وتفعيل هيئة التفتيش القضائي.
- فصل السلطات ورقابتها، ورد القوانين والمراسيم التي لا تخدم المصلحة العامة.
- تكليف رئيس حكومة بهدف استمرارية المرفق العام وتفضيل الوطنية على الفئوية ومعاصرة التطور العالمي على التمترس خلف صراعات الماضي.
- إعادة هيكلة الإدارة العامة ومداورة في وظائف الفئة الأولى في الإدارات والمؤسسات العامة، وتعيين الهيئات الناظمة، بما يعيد للدولة وللموظفين هيبتهم ويحفظ كرامتهم.

كما تطرّق عون في خطابه إلى قضايا مثيرة للجدل بين الشعب اللبناني، مثل:
- التزامه بتأكيد حق الدولة في احتكار حمل السلاح، حيث شدد أهمية وجود القوة العسكرية بيد الجيش اللبناني.
- إقامة أفضل العلاقات مع الدول العربية الشقيقة وبناء الشراكات الاستراتيجية مع دول المشرق والخليج العربي وشمال إفريقيا. كما بدء حوار جدّي مع سوريا بهدف معالجة المسائل العالقة بين البلدين، لا سيما مسألة ضبط الحدود في الاتجاهين وعدم التدخل في الشؤون الداخلية لأي منهما، وحل مسألة النازحين السوريين.
- الانفتاح على الشرق والغرب وإقامة التحالفات وتفعيل علاقة لبنان الخارجية مع الدول الصديقة والمجتمع الدولي.[14]

وفي 22 يناير 2025 أشار ملك بريطانيا تشارلز الثالث رسالة تهنئة إلى الرئيس عون، وقال إنّ "انتخابكم سيؤمّن بقاء العلاقات بين بلدينا قوية ودائمة". كما قال الملك: "اتمنى لكم كل النجاح في قيادة لبنان خلال هذا الوقت المهم".

## زيارات وتصريحات
قام جوزاف عون بزيارة المملكة السعودية في مارس 2025، وذلك في أول زيارة خارجية له منذ انتخابه. وقال عون إنّ الزيارة هي فرصة للتأكيد العلاقات اللبنانية السعودية، وإعراب عن تقدير لبنان للسعودية على دورها في دعم استقرار لبنان. كما أعرب عون عن غربته أن تكون بلاده ضمن رؤية السعودية 2030. وبعد لقاء عون وولي العهد السعودي محمد بن سلمان، ادعى بعض مواقع الإعلام أن اهتمام السعودية بحالة الإصلاحات في لبنان يعكس قرارهم بعدم تقديم المساعدة للبنان حتى تنفذ لبنان هذه الإصلاحات.

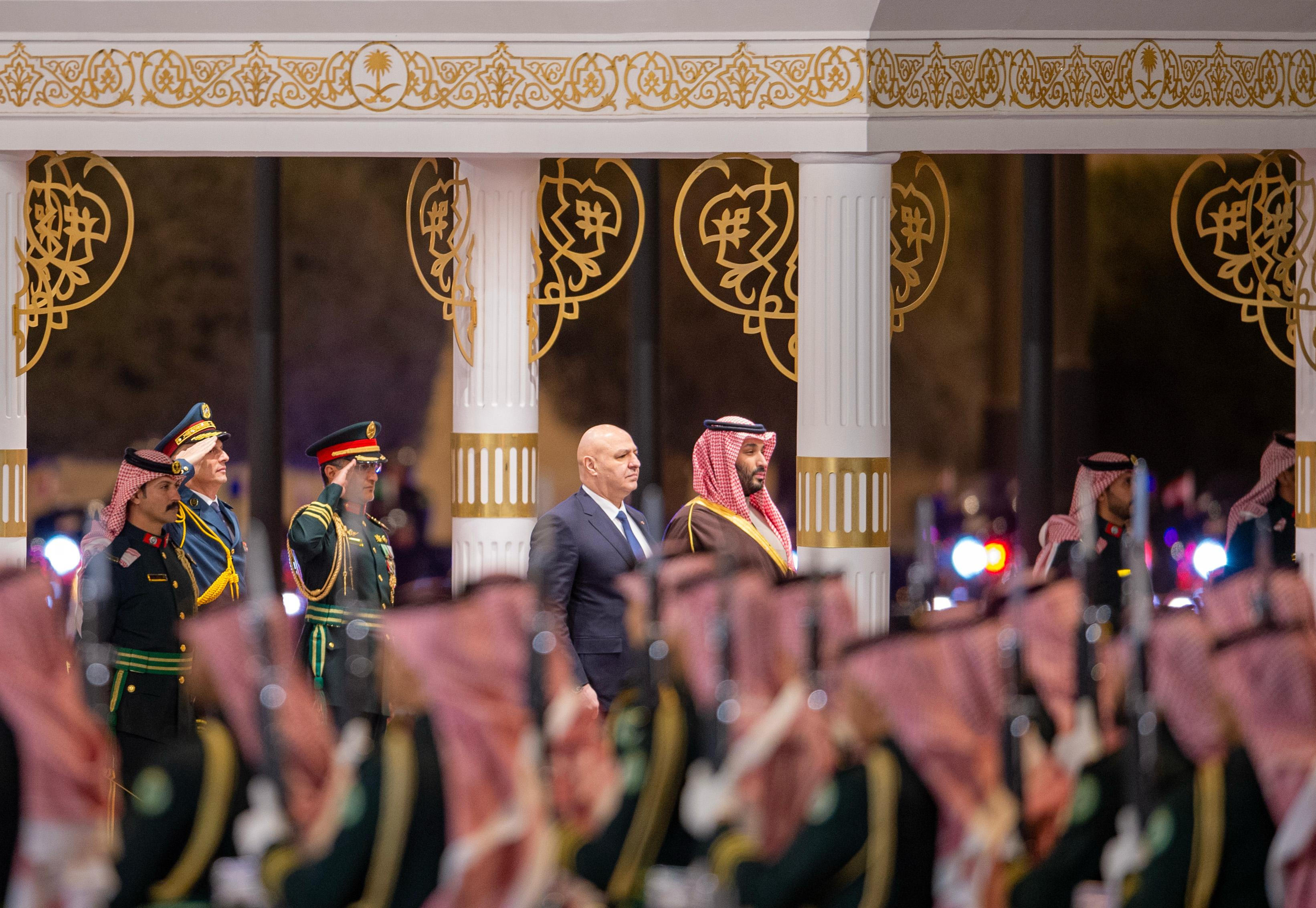
الأمير محمد بن سلمان بن عبد العزيز آل سعود خلال استقباله الرئيس اللبناني جوزيف عون في قصر اليمامة بالرياض في أول زيارة له بعد توليه المنصب سنة 2025

وفي سياق التزام عون بتأكيد حق الدولة في احتكار حمل السلاح، قال في مقابلة لصحيفة العربي الجديد أٌجريت في أبريل 2025، إنه يريد أن تكون عام 2025 عام احتكار السلاح بيد الدولة، وإن أعضاء حزب الله يمكنهم الاتحاق في الجيش اللبناني بعد أن يتخلى الحزب عن سلاحه. كما قال الرئيس خلال لقائه مع البطريرك الماروني الكاردينال مار بشاره بطرس الراعي، إنه مثلما التزم في خطاب القسم، فإنه بالفعل يعتزم تنفيذ قرار حصر السلاح قريبًا.
في 31 يوليو 2025، بمناسبة العيد الثمانين للجيش اللبناني، أعلن الرئيس عون استعداده لسحب سلاح حزب الله وتسليمه للجيش، مؤكداً أن حصر السلاح بيد الدولة ضرورة لحماية لبنان واستقراره، وأن التمسك بالسلاح يهدد الدعم العربي والدولي. كما طالب بوقف الاعتداءات الإسرائيلية وانسحابها خلف الحدود. وشدد على أهمية علاقات جيدة مع سوريا، واستعادة موقع لبنان في محيطه العربي. داخلياً، أعلن عن إصلاحات قضائية واقتصادية وأمنية.

## الحياة الشخصية
جوزاف عون متزوج من نعمت نعمة، وأنجبا خليل ونور. وهو يجيد العربية والفرنسية والإنجليزية. وعلى عكس الاعتقاد السائد، فهو لا تربطه صلة قرابة بسلفه ميشال عون.

## جوائز وأوسمة
خلال مسيرته العسكرية الذي بدأت منذ ثمانينيات القرن العشرين، حصل عون على عدة أوسمة عسكرية، بينها وسام الحرب ثلاث مرات، ووسام الجرحى مرتين، ووسام الوحدة الوطنية، ووسام فجر الجرود.
كما حصل على وسام الاستحقاق اللبناني من الدرجة الثالثة والثانية ثم الأولى، ووسام الأرز الوطني من رتبة فارس، ووسام مكافحة الإرهاب.

### رسالة ماجستير
أنجزت رسالة ماجستير في اللغة العربية وآدابها، عن خطب عون العسكرية، قدمها الباحث شئيم حسن الدرويش، تحت عنوان: براغماتية الخطاب القيادي العسكري اللبناني المعاصر - نماذج مختارة من "أمر اليوم" لقائد الجيش العماد جوزاف عون، بإشراف البروفيسور كامل فرحان صالح، في عمادة كلية الآداب والعلوم الإنسانية (الدكوانة) – الجامعة اللبنانية.

## روابط خارجية
- خطاب الرئيس الجديد جوزاف عون